# Ezgo
ezgo是中華民國軟體自由協會承辦中華民國教育部校園自由軟體數位資源推廣服務中心（OSSACC）計畫時，為校園自由軟體推動，邀集自由軟體社群、老師與學生志工合力製作的一套作業系統，並包含 Linux 及 Windows 下的自由軟體收錄，藉由ezgo中的各種類別的自由軟體，包含辦公、美工、影音、網路、教育、遊戲……等，以培養學生資訊應用觀念以及以資訊科技解決問題的能力，與透過自由軟體的推動縮短數位落差、實現教育機會均等的理想，並推出各版本ezgo免費光碟以提供各縣市教育單位推廣及教學應用。
ezgo平均每年推出一新版本，早期版本名稱為EzGo；從 ezgo8 起採用全小寫的 ezgo，以示站在巨人肩膀上渺小的我們對自由軟體巨人之敬意。目前最新穩定版本為2018年7月推出的ezgo14，並被新北市政府教育局採用為新北市國中小學102學年度採購一萬台電腦的指定作業系統。
2018年起，中華民國軟體自由協會不再承辦OSSACC計畫，但仍明確表示會持續維護與開發新版ezgo系統；也於2021年3月7日推出ezgo14.2。

## 製作理念
ezgo的設計理念聚焦在視窗環境下的自由軟體應用。為了讓使用者更快速習慣、更容易了解Linux環境下的操作，仿造Windows「開始功能表」的選單按鈕，ezgo有類似「開始功能表」的選單按鈕，它的名稱叫作「應用程式」。並且透過「應用程式」選單按鈕，將自由軟體中豐富多元的應用軟體進行整理，包含在軟體名稱的前面加上分類標籤或註解(如前述的辦公、美工、影音、網路、教育、遊戲進行分類)，讓使用者除了對分類與應用程式之內容一目瞭然外，也可以非常清楚地知道系統中同時還有哪些類似的應用程式。
ezgo並不是在創造一個新的Linux，而是一個將多元的自由軟體單純化的自由軟體應用推廣光碟，希望藉由ezgo而讓使用者更輕鬆的體驗自由軟體，享用全世界的智慧結晶。

## 特色
ezgo的設計理念聚焦在視窗環境下的自由軟體應用，安裝光碟、檔案中收錄許多自由軟體，和許多自由教材如科羅拉多大學的PhET自由開放的線上物理、化學、生物、地球科學和數學模擬教學範例計畫，而各類軟體也大多已經中文化。ezgo支援在「應用程式」列表中軟體名稱的前面加上分類標籤或註解，選單列表也有多種類型可供選擇。
ezgo在ezgo11開始支援64位元。

## 版本發展
- 2008年9月：推出EzGo6[6]
- 2009年8月：推出EzGo7
- 2010年10月：推出ezgo8
- 2011年10月15日：推出ezgo9+及ezgo9-版
  - ezgo9+版又分為包含Linux及Windows作業系統下的自由軟體體驗和、不含Windows作業系統下的自由軟體的+版ezgo9[7]
  - ezgo9-版為Ubuntu的初始版本再加上ezgo9的環境設定與調校[7]
- 2012年9月30日：推出ezgoX 32位元版[8]，此版本開始基於Kubuntu開發，使用KDE桌面環境。
- 2013年
  - 11月23日：舉辦 ezgo11 發表會，32位元與64位元版本推出。
  - 12月21日在中國重慶舉辦首次中國 ezgo 高峰會[9]。此版本的客製化版本也於 2013 年獲得新北市教育局採用為該市所有國中小學新採購電腦的預設作業系統。
- 2015年
  - 2月4日：ezgo12 beta 32位元與64位元版本推出，有基於KDE的視覺華麗版與基於Xfce的輕巧快速版。
  - 3月1日：ezgo12 正式發行，此版分為推廣版和基本版。推廣版包含自由軟體，也是ezgo12光碟的主要版本[10]。
- 2017年
  - 1月1日：ezgo13正式發行，此版僅有64位元版本。
- 2018年
  - 7月18日：ezgo14正式發行，從此版本起的發行週期改為跟隨 Ubuntu LTS 版本週期。下一版本預計於 2020 年中推出。
- 2019年
  - 4月5日在中國北京的中科院軟件研究所舉辦 ezgo14 Release party[11]

## 发布周期
ezgo 新版本發佈週期大約是一年一個版本。
| 版本   | 发布日期       | 備註                                                                                          |
| ------ | -------------- | --------------------------------------------------------------------------------------------- |
| EzGo1  | 2004年4月26日  | 首次發行                                                                                      |
| EzGo2  | 2004年6月14日  |                                                                                               |
| EzGo3  |                |                                                                                               |
| EzGo4  |                |                                                                                               |
| EzGo5  |                |                                                                                               |
| EzGo6  | 2008年9月      | 開始有自己的封面及 Slogan                                                                     |
| EzGo7  | 2009年8月      | 全國光碟發行量為 20 萬片                                                                      |
| ezgo8  | 2010年10月     | EzGo 正式更名为 ezgo。                                                                        |
| ezgo9  | 2011年10月     | 首次辦理發表會。                                                                              |
| ezgoX  | 2012年9月30日  | 此版本改為基於Kubuntu開發，使用KDE桌面環境，ezgo 10在台北發佈                                 |
| ezgo11 | 2013年11月19日 | ezgo 11正式在台北發佈，同時首次增加64位元版本，並在重慶舉辦中國發佈會。                       |
| ezgo12 | 2015年3月1日   | ezgo 12 正式版推出，有KDE版與Xfce版，也分為推廣版和基本版。                                   |
| ezgo13 | 2017年1月1日   | ezgo13正式版推出，此版僅有64位元版本， 也分為推廣版和基本版。                                 |
| ezgo14 | 2018年7月18日  | ezgo14正式版推出。 2019年8月26日推出修正部份問題的14.1。 2021年3月7日推出修正部分問題的14.2。 |

## 外部連結
- ezgo官方網站（页面存档备份，存于）（繁體中文）
- 中華民國教育部校園自由軟體數位資源推廣中心（页面存档备份，存于）（繁體中文）
- ezgo姐妹計劃：Wekey-wiki
- ezgo大陆網站（页面存档备份，存于）（简体中文）
- 【ezgo11】初次嘗試使用記錄（页面存档备份，存于）(萌芽綜合天地)（页面存档备份，存于）（繁體中文）